# Super Formation Soccer 94
Super Formation Soccer 94: World Cup Edition (スーパーフォーメーションサッカー94 ワールドカップ・エディション World Cup Edition 94 Supafomeshonsakka?) är ett fotbollsspel till SNES-spel, utgivet inför VM 1994.
Alla 26 lag som deltog i turneringen finns med utom Sydkorea, som ersatts av [[Japans herrlandslag i 
fotboll|Japan]]. Dessutom finns "låsta" lag med,
Danmark, England, Frankrike, Uruguay och Wales.
Den 22 september samma år släpptes en ny version vid namn Super Formation Soccer 94: World Cup Final Data (スーパーフォーメーションサッカー94 ワールドカップファイナルデータ Supafomeshonsakka 94 World Cup Final Data?).

### Fotnoter
1. 1 2 3 4  Super Formation Soccer 94: World Cup Edition Arkiverad 14 april 2012 hämtat från the Wayback Machine. på Gamefaqs
2. ↑  スーパーフォーメーションサッカー'94 på super-famicom.jp (japanska)
3. 1 2 3 4 5  Composer information at SNES Music
4. ↑  スーパーフォーメーションサッカー'94～ワールドカップファイナルデータ～ på super-famicom.jp (japanska)
5. ↑  Super Formation Soccer 94: World Cup Final Data på superfamicom.org